# Savage

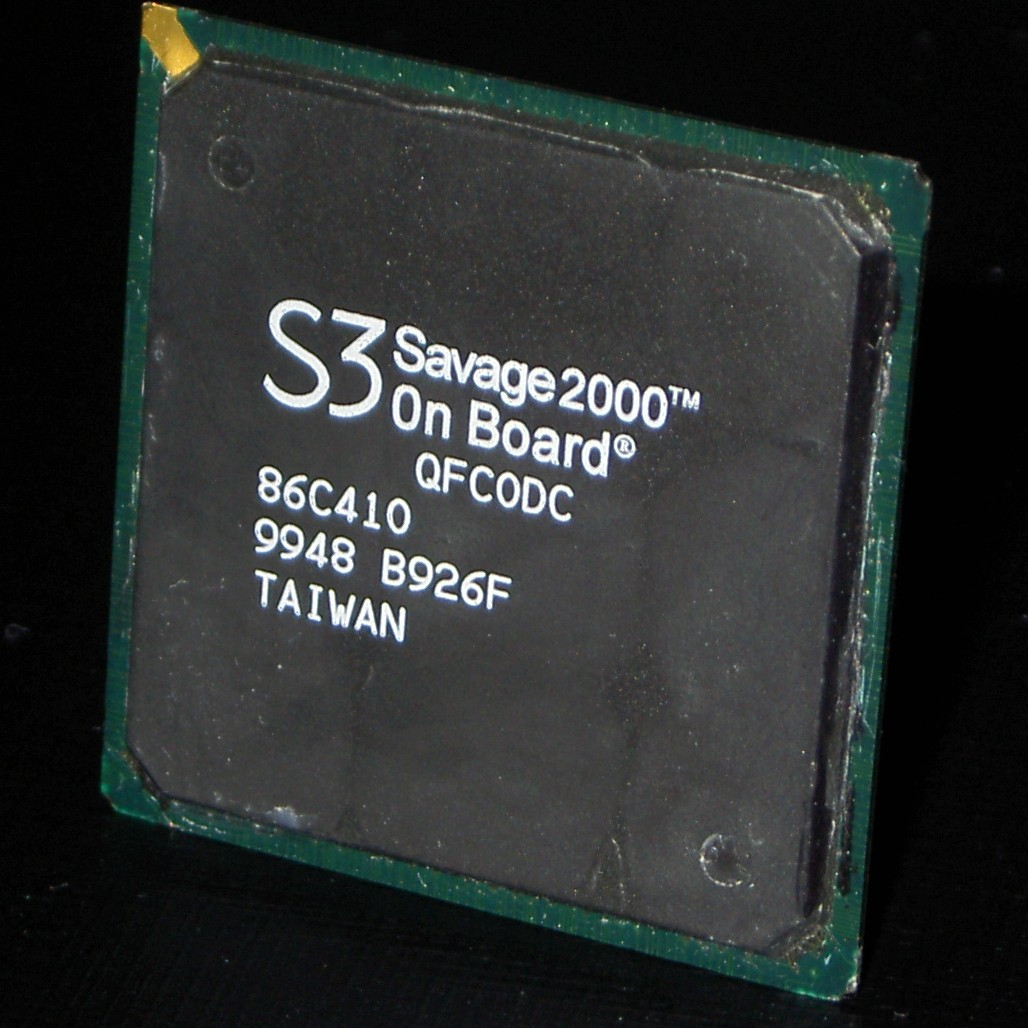
S3 Savage2000

Savage（サベージ）は、アメリカのグラフィックチップ設計製造メーカーS3社が販売していたグラフィックチップの製品およびそのシリーズである。
最初の製品であるSavage3Dは1998年に発表され、その後Savageシリーズはデスクトップ向け・モバイル向け・統合グラフィックなど多様な用途で提供された。Savageシリーズは2008年現在すでに製造が終了しており、後継製品はChromeシリーズである。
"Savage"という名称は「蛮勇」「獰猛」を意味する英単語。

## 概要
SavageシリーズはS3社がかつてリリースしていたビデオチップのシリーズである。主にローエンドからミドルレンジをターゲットとしていた他、モバイル向けやチップセット統合グラフィックスコアとしても広く採用された。
機能面ではMCによる動画再生支援機能を搭載しており、低負荷でのDVDビデオ再生が可能であった。また独自APIであるMeTaLやテクスチャ圧縮技術S3TCのサポートも特徴としていた。

### 歴史
1996年にViRGEシリーズを投入したS3社は3Dアクセラレータ市場で他社を先行し一時は大きなシェアを獲得したが、その後は競合他社との競争でシェアが大幅に縮小した。S3社は2D以上3D未満を意味する「2.5D」や「スリーディー」をもじった「フリーディー」と揶揄されるまでに低性能のイメージが定着していたViRGEからのイメージ刷新を目指し、1998年に3D機能を大幅に強化したViRGE GX3にViRGEに代わる新ブランドを冠したSavage 3Dとして発表した。
Savage 3Dは成功を収めることは出来なかったが、後続のSavage4およびモバイル向けのMobile Savageは高く評価され、シェアを拡大することに成功した。しかしミドルハイ市場を狙って投入したSavage2000が期待通りの性能が出ずに失敗に終わり、さらにビデオカードの平均性能の向上とローエンド向けグラフィック機能統合チップセットの普及によりシェアは縮小しS3の財務状況も急速に悪化、S3はグラフィックス部門を台湾VIA Technologiesに売却、ほどなくして倒産した。
VIAに売却されたS3のグラフィック部門を母体とするS3 Graphicsはチップセット統合型のProSavageの開発を続け、2002年のComputex Taipeiでは新製品であるSavageXPの展示も行われたが発売されることはなかった。
その後、S3 Graphicsは製品ブランドをChromeシリーズに改め、ProSavageの後継製品もUniChromeと命名し、Savageシリーズは完全に終了した。

## デスクトップ向け

### Savage3D
Savage3Dは、Savageシリーズのネーミングモデルとして1998年に発表されたグラフィックチップ。ViRGE GX3をベースとしておりTrio 3Dとピン互換性がある。128bitグラフィックコアと64bitのメモリバスを持ち、メモリはSDRAMを8MBまでサポートする。インターフェースはAGP 2xまたはPCI。
機能的な特徴としては、S3TCと称するテクスチャ圧縮技術を採用したことであり、これにより小容量のメモリ、狭い帯域のメモリバスでも高解像度のテクスチャを扱うことが可能になる。このテクスチャ圧縮技術はマイクロソフトのDirectXにもDXTn (DXTC) として採用された。その他、S3社の独自APIであるMeTaLに対応し、MCによる動画再生支援機能を搭載している。

#### 主な仕様
- 0.25μmプロセス
- 64bit メモリバス
- 動画再生支援(MC)
- AGP 1.0
- S3TC(DXTn)
- フィルレート 1億2500万ピクセル/秒

| ビデオチップ | クロック(MHz) | クロック(MHz) | メモリ 容量 (MB) | AGP |
| ビデオチップ | コア          | メモリ        | メモリ 容量 (MB) | AGP |
| ------------ | ------------- | ------------- | ---------------- | --- |
| Savage 3D    | 90            | 125           | 8                | 2x  |

### Savage4

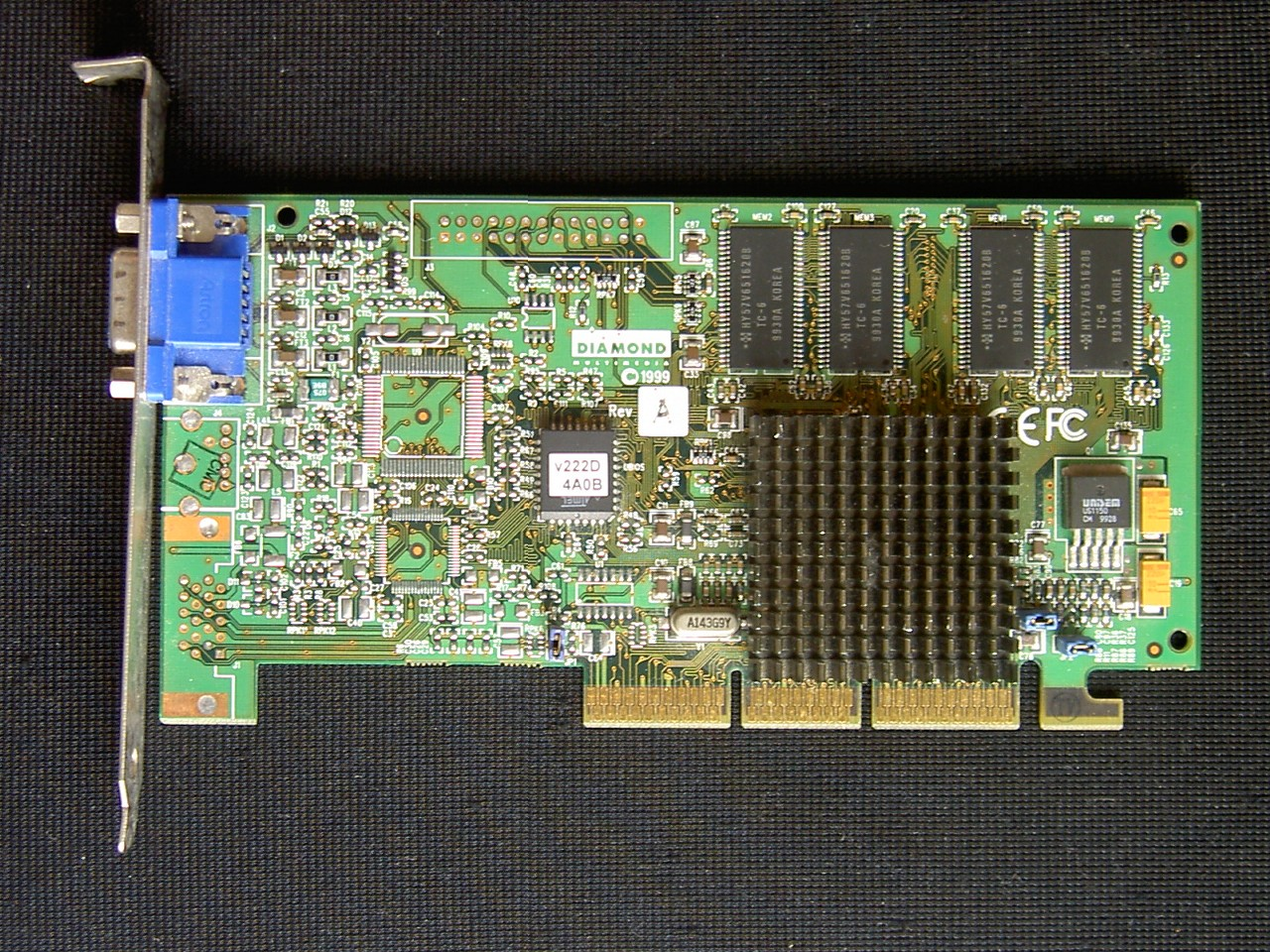
Savage4 Xtreme採用製品(StealthIII S540Xtreme)

Savage4はSavage3Dをベースとして開発され、1999年に発表されたグラフィックチップ。
0.25μmプロセスルールで製造される。基本的な仕様はSavage 3Dを引き継いでいるが、メモリ容量は32MBまでサポートし、AGP 4xに対応するよう拡張されている。またLCDコントローラを統合しSXGA解像度までの液晶画面出力に対応するが、外部トランスミッタを必要とする。
最上位のXtremeから最下位のLTまで数多くのマイナーチェンジモデルが存在し、モデルによりコア・メモリのクロック、サポートするメモリ容量やインターフェースなどが異なる。
Savage4はメインストリーム向けグラフィックチップとして数多くのビデオカードベンダーに採用され、以降のS3社製品の基本モデルとなった。

#### 主な仕様
- 0.25μmプロセス
- 64bit メモリバス
- 動画再生支援(MC)
- AGP 2.0
- LCDコントローラ
- S3TC(DXTn)

| ビデオチップ   | クロック(MHz) | クロック(MHz) | メモリ 容量 (MB) | AGP |
| ビデオチップ   | コア          | メモリ        | メモリ 容量 (MB) | AGP |
| -------------- | ------------- | ------------- | ---------------- | --- |
| Savage4 LT     | 110           | 110           | 16               | 2x  |
| Savage4 GT     | 110           | 125           | 16               | 2x  |
| Savage4 Pro    | 110           | 143           | 32               | 4x  |
| Savage4 Pro+   | 125           | 143           | 32               | 4x  |
| Savage4 Xtreme | 166, 143      | 166           | 32               | 4x  |

### Savage2000

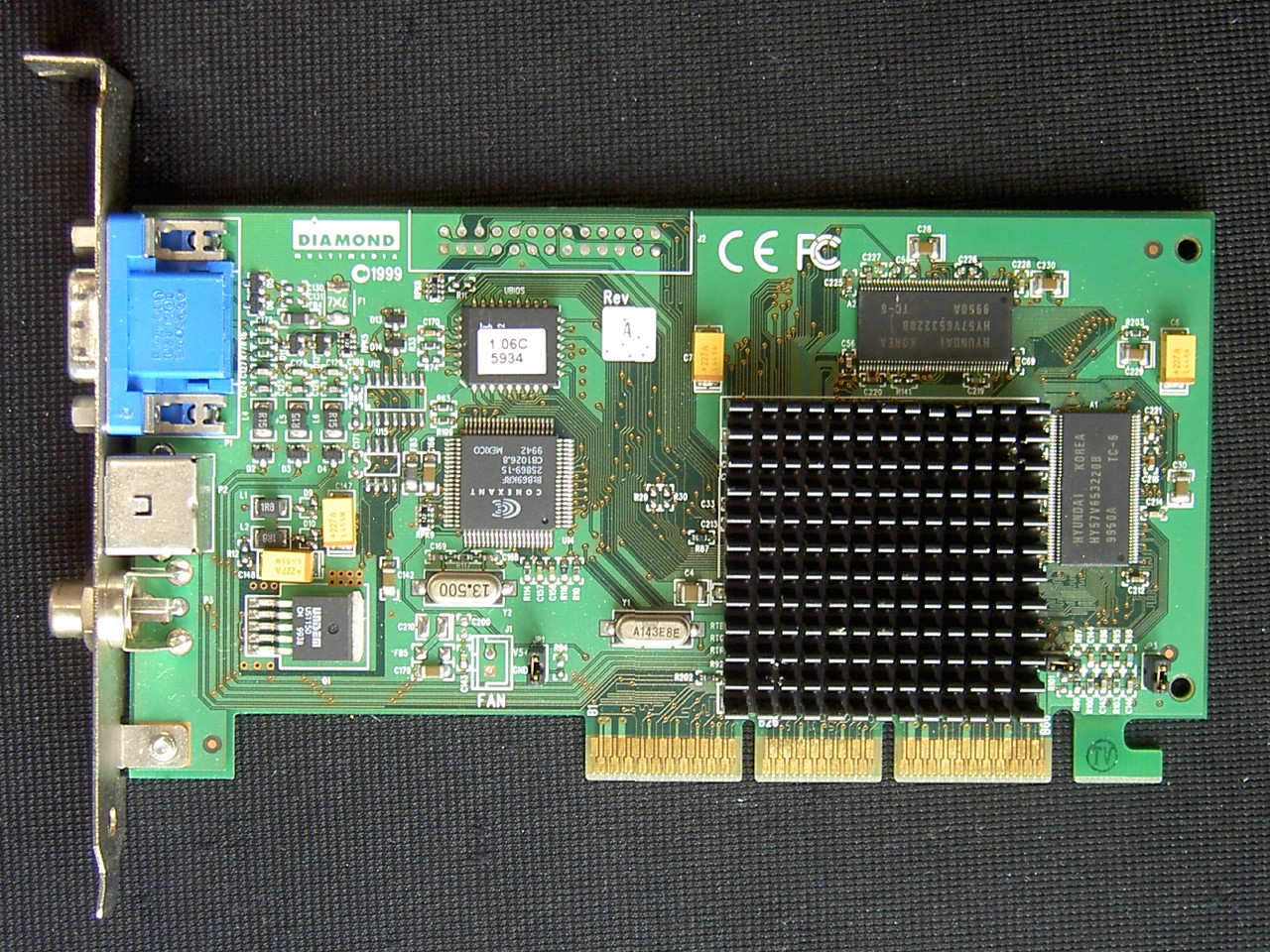
Savage2000採用製品(ViperII Z200)

Savage2000はSavage 4の上位製品として、1999年に発表されたグラフィックチップ。
0.18μmプロセスルールで製造され、約1,100万トランジスタで構成される。Savage 3Dの設計を引き継いだSavage 4と比較して大幅に設計が刷新されており、128bitのグラフィックコアと128bitのメモリバスを持ち、メモリはSDRAMを64MBまでサポートする。インターフェースはAGP 4xまたはPCI。
主な機能はSavage4を引き継いでいるが、GeForce 256のハードウェアT&Lに相当するS3TLと称するジオメトリエンジンを搭載し、動画再生支援もSavage4より強化されている。
しかしSavage 2000は当時の旧製品にすら及ばぬ性能に加え相性問題も頻発した。このため市場での評価は極めて低く、上位モデルとして計画されていたSavage2000+もキャンセルとなった。この後、S3社は市場から撤退し、Savage2000はS3社にとって最後のグラフィックチップとなった。

#### 主な仕様
- 0.18μmプロセス
- 128bit メモリバス
- 動画再生支援(MC)
- AGP 2.0
- LCDコントローラ
- S3TL (ハードウェアT&L)
- S3TC(DXTn)

| ビデオチップ   | クロック(MHz) | クロック(MHz) | メモリ 容量 (MB) | AGP |
| ビデオチップ   | コア          | メモリ        | メモリ 容量 (MB) | AGP |
| -------------- | ------------- | ------------- | ---------------- | --- |
| Savage 2000    | 150           | 166           | 64               | 4x  |
| (Savage 2000+) | (200)         | (200)         | (64)             | 4x  |

#### Savage2000のS3TL
GeForce256の搭載したハードウェアT&Lは、従来はソフトウェア処理していた座標変換処理および光源処理をグラフィックチップ(GPU)が行なうことでシステムの3D性能を大幅に向上させた。
しかしSavage2000のS3TLは、当時のローエンドCPUシステムでもソフトウェア処理させたほうがS3TLを使用するより高速な場合が多く、また描画の不具合も多かった。これはエンジン部にバグがあった為とも言われるが、詳細は不明である。
なお、Savage2000はDirectX 7に対応したハードウェアT&Lエンジンを搭載するGPUとしてはGeForce256に続く2番目の製品となる。

### SavageXP
SavageXPはS3 Graphicsが発売を予定していたGPU。開発コードネームはAlpha Chrome。
サンプル製品の展示まで行なわれていたが、正式な発表の前にキャンセルとなった。
| ビデオチップ | クロック(MHz) | クロック(MHz) | メモリ容量 | AGP |
| ビデオチップ | コア          | メモリ        | メモリ容量 | AGP |
| ------------ | ------------- | ------------- | ---------- | --- |
| (Savage XP)  | (166)         | (166)         | -          | -   |

## モバイル向け

### Mobile Savage

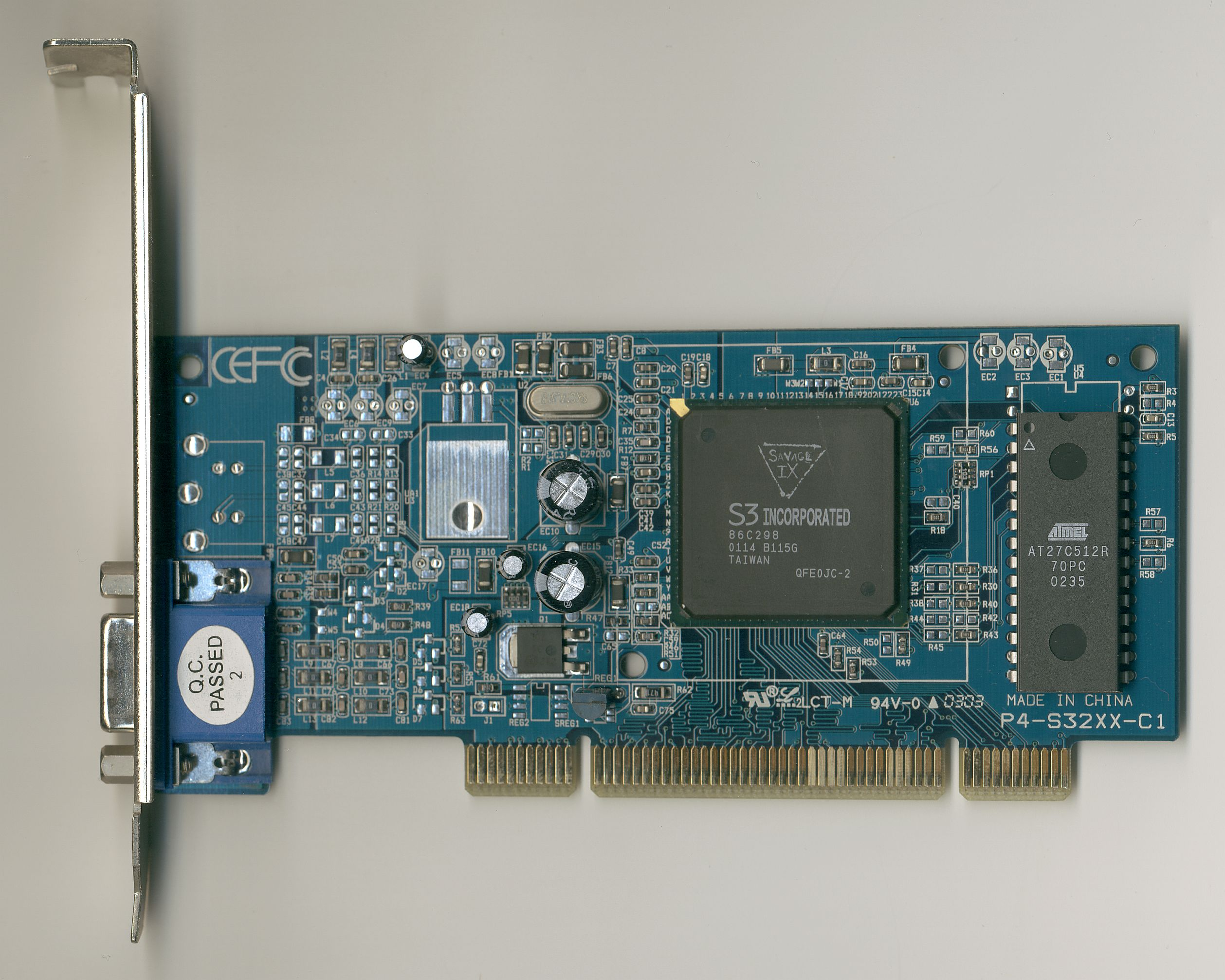
SavageIX採用製品

Mobile Savageは1999年に発表されたモバイル向けグラフィックチップのシリーズ。
メモリをパッケージ内に統合したSavage IXと、外付メモリを利用するSavage MXが存在する。
Savage4をベースとしているが、0.18μmプロセスルールで製造される。VRAMとして64bitメモリバスで接続される4・8・16MBのメモリをサポートし、Savage IXではこれをパッケージ内に統合していることが特徴である。インターフェースはAGP 2xまたはPCI。DuoViewと称されるマルチディスプレイに対応する。
アイドル時0.75w、フル3D処理時でも1.5w以下という省電力なモバイル製品でありながらDirect3Dに対応している為、各社のノートパソコンに採用された。また、2002年にはメモリ8MBモデルのSavage IXを搭載したAGP 2xおよびPCIのビデオカードが登場した。

#### 主な仕様
- 0.18μmプロセス
- 64bit メモリバス
- 動画再生支援(MC)
- AGP 1.0
- LCDコントローラ統合
- メモリインパッケージ(IXのみ)
- S3TC(DXTn)
- DuoView
- フィルレート 1億ピクセル/秒
- 500万トライアングル/秒

| ビデオチップ | クロック(MHz) | クロック(MHz) | メモリ 容量 (MB) | AGP |
| ビデオチップ | コア          | メモリ        | メモリ 容量 (MB) | AGP |
| ------------ | ------------- | ------------- | ---------------- | --- |
| Savage IX    | 100           | 100           | 16               | 2x  |
| Savage MX    | 100           | 100           | 16               | 2x  |

### SuperSavage
Super SavageはMobile Savageの後継製品として2001年に発表されたモバイル向けグラフィックチップのシリーズ。
Mobile Savage同様にメモリをパッケージ内に統合したSuperSavage IXと、外付メモリを利用するSuperSavage MXが存在する。
コアとメモリのクロックが引き上げられている他、AGP 4xに対応し、画面出力もUXGAまでの対応となっている。メモリインターフェースが大幅に強化され、128bit接続のSDRAMまたは64bit接続のDDR SDRAMに対応する。

#### 主な仕様
- 0.18μmプロセス
- 128bit SDRAM または 64bit DDR-SDRAM メモリバス
- AGP 2.0
- 動画再生支援(MC)
- LCDコントローラ統合
- メモリインパッケージ(IXのみ)
- S3TC(DXTn)
- DuoView
- 1250万トライアングル/秒

| ビデオチップ   | クロック(MHz) | クロック(MHz) | メモリ 容量 (MB) | AGP |
| ビデオチップ   | コア          | メモリ        | メモリ 容量 (MB) | AGP |
| -------------- | ------------- | ------------- | ---------------- | --- |
| SuperSavage IX | 143           | 143           | 32               | 4x  |
| SuperSavage MX | 143           | 143           | 64               | 4x  |

## 統合グラフィックス向け

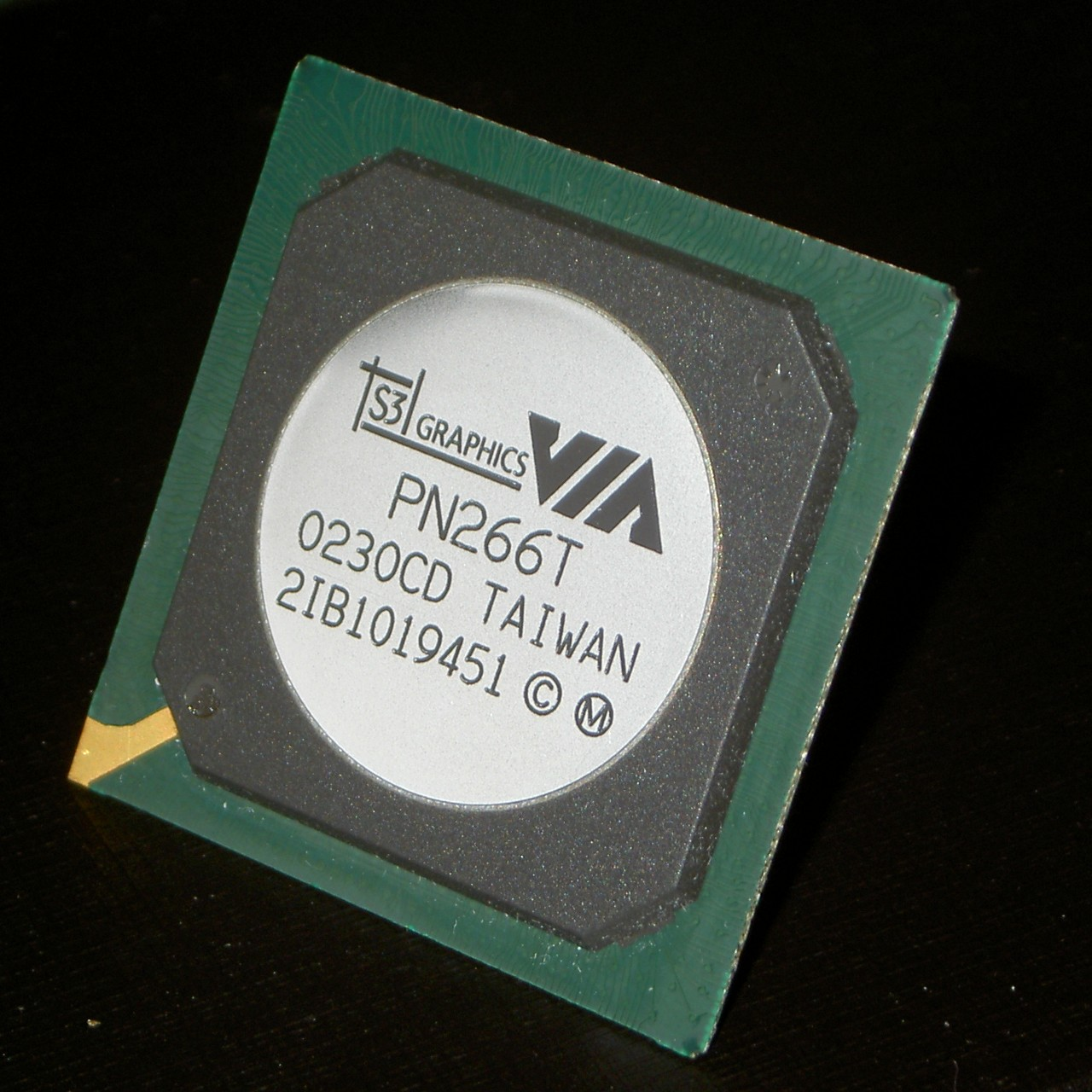
ProSavage-DDRを統合するPN266T

### ProSavage
ProSavageはSavage2000の2Dエンジン、Savage4の3Dエンジンをベースとして開発された統合チップセット向グラフィックコア。
VIA TechnologiesのKM133、KL133などに搭載された。PM133に搭載されているTwisterも基本的に同じものであり、デスクトップPC市場以外でもVIA C3プロセッサと組み合わせて組込用途で広く使用された。

### ProSavage-DDR
ProSavage-DDRはProSavageをベースにDDR SDRAMに対応し、性能向上を行なったグラフィックコア。
内部的にAGP 8x相当で接続されており、初期にはSavage8とも称された。KM333、PN266などに搭載された。